# Andrej Danko
Andrej Danko (Revúca, 12 agosto 1974) è un politico slovacco, Secondo Vicepresidente del Consiglio nazionale della Repubblica Slovacca dal 25 ottobre 2023, nonché già Presidente dello stesso organo legislativo dal 2016 al 2020 e presidente del Partito Nazionale Slovacco.

## Biografia
Nato a Revúca, Danko ha studiato alla Facoltà di Giurisprudenza dell'Università Comenio di Bratislava. Dopo il servizio militare obbligatorio, fondò diverse società commerciali e lavorò come avvocato indipendente.
Nel periodo 2006-2010, è stato assistente del Consiglio nazionale slovacco e membro di diverse commissioni parlamentari. È diventato il primo vicepresidente del Partito Nazionale Slovacco nel 2010.
Nel 2012, è diventato il presidente del partito dopo aver ottenuto il sostegno di molti membri del partito, succedendo a Ján Slota.
Il 23 marzo 2016 Danko è stato eletto presidente del Consiglio nazionale e ha terminato il suo mandato il 20 marzo 2020.
Il 25 ottobre 2023, in seguito al elezioni del 2023, è stato eletto Secondo Vicepresidente dello stesso organo.

## Controversie

### Promozione al grado di Capitano in Riserva
Nel settembre 2016, mentre era presidente del parlamento, Danko fu promosso di otto gradi (da OR-4 a O-2), a capitano nella riserva dell'esercito slovacco, dal suo amico Peter Gajdoš, ministro della Difesa. La promozione è stata vista da alcuni nei media e nell'opinione pubblica e di Internet come un segno di corruzione nel governo perché una singola promozione di otto gradi non è mai avvenuta nella storia dell'esercito slovacco, tanto meno per una persona che ha svolto il servizio nazionale obbligatorio per il periodo di un anno. Il 29 aprile 2020, il ministro della Difesa Jaroslav Naď ha annullato il suo grado.

### Accuse di plagio
Nel 2018, Danko è stato accusato di plagio della sua tesi di dottorato all'Università Matej Bel nel 2000. Quando i media hanno iniziato a investigare sulla sua tesi, ha chiesto all'università di vietare l'accesso del pubblico ad essa. A seguito delle pressioni del pubblico, Danko ha rimosso il divieto dopo un mese e la biblioteca universitaria ha permesso al pubblico di vedere la tesi, ma di non fotografarla. Nel novembre 2018 l'università ha istituito una commissione per rivedere la sua tesi. Secondo le conclusioni pubblicate dalla Commissione nel gennaio 2019, la procedura rigorosa ha soddisfatto le normative vigenti, ma la tesi contiene parti che differiscono solo leggermente dalle fonti originali, la maggior parte della tesi è la stessa in larga misura e conserva anche la struttura di fonti senza una corretta citazione o parafrasi.

### Insediamento presidenziale 2019
Nel 2019, Danko ha presieduto l'assemblea cerimoniale del Consiglio nazionale della Repubblica slovacca in occasione dell'insediamento a presidente di Zuzana Čaputová e ha tenuto un discorso non programmato per rivolgersi ai partecipanti. Ciò ha causato una violazione di un protocollo che afferma che le funzioni del presidente uscente cessano alle 12.00 GMT + 1 e gli eletti entrano in carica. Le leggi slovacche stabiliscono che in caso di seggio presidenziale vacante, alcune competenze del presidente sono passate al presidente del Consiglio nazionale e al governo della Repubblica slovacca. Zuzana Čaputová ha giurato alle 12.07, quindi ci sono state alcune polemiche, su chi è stato il presidente per questi sette minuti. Alcune persone (incluso l'Ufficio del Consiglio nazionale e il consulente legale di Zuzana Čaputová, Peter Kubina) hanno affermato che il presidente era ancora Andrej Kiska, ma altre persone (ad esempio l'esperto di protocollo Ladislav Špaček) hanno affermato che non vi era alcun presidente e altre persone pensavano che Andrej Danko e Peter Pellegrini, il primo ministro, svolgessero le competenze presidenziali.